# Acontia gratiosa
Acontia gratiosa är en fjärilsart som beskrevs av Hans Daniel Johan Wallengren 1856. Acontia gratiosa ingår i släktet Acontia och familjen nattflyn. Inga underarter finns listade i Catalogue of Life.